# Chi Giác đế
Goniothalamus là chi thực vật có hoa trong họ Annonaceae.

## Danh sách loài
- Goniothalamus gardneri Hook.f. & Thomson
- Goniothalamus hookeri Thwaites
- Goniothalamus rhynchantherus Dunn
- Goniothalamus salicina Hook.f. & Thomson
- Goniothalamus simonsii Hook.f. & Thomson
- Goniothalamus wynaadensis Bedd.
- Goniothalamus aurantiacus R.M.K. Saunders & Chalermglin
- Goniothalamus griffithii Hook.f. & Thomson
- Goniothalamus sawtehii C.E.C.Fisch.
- Goniothalamus chinensis, Merr. & Chun
- Goniothalamus calvicarpus Craib
- Goniothalamus cheliensis H.H.Hu
- Goniothalamus laoticus (Finep & Gagnep.) Ban
- Goniothalamus macrocalyx Ban
- Goniothalamus rongklanus R.M.K. Saunders & Chalermglin
- Goniothalamus elegans Ast
- Goniothalamus repevensis Pierre ex Finet & Gagnep.
- Goniothalamus tamirensis Pierre ex Finet & Gagnep.
- Goniothalamus acehensis R. M. K. Saunders[2]
- Goniothalamus alatus R. M. K. Saunders[2]
- Goniothalamus calycinus J. Sinclair
- Goniothalamus costulatus Miq.[2]
- Goniothalamus curtisii King
- Goniothalamus dewildei R. M. K. Saunders[2]
- Goniothalamus expansus Craib
  - synonym: Goniothalamus subevenius King
- Goniothalamus flavus Hook.f. & Thomson
- Goniothalamus giganteus (Wall. ex) Hook.f. & Thomson
- Goniothalamus holttumii J. Sincl.
- Goniothalamus latestigma C.E.C.Fisch.
- Goniothalamus loerzingii R. M. K. Saunders[2]
- Goniothalamus longistaminus R. M. K. Saunders[2]
- Goniothalamus macrophyllus (Blume) Hook.f. & Thomson
- Goniothalamus maewongensis R.M.K. Saunders & Chalermglin
- Goniothalamus majestatis Keßler
- Goniothalamus malayanus Hook.f. & Thomson
- Goniothalamus miquelianus R. M. K. SAUNDERS[2]
- Goniothalamus montanus J. Sinclair
- Goniothalamus parallelivenius Ridl.[2]
- Goniothalamus ridleyi King
- Goniothalamus rotundisepalus M.R. Hend.
- Goniothalamus scortechinii King
- Goniothalamus tapis Miq.
- Goniothalamus tavogensis Chatterjee
- Goniothalamus tenuifolius King
- Goniothalamus tomentosus R.M.K. Saunders
- Goniothalamus tortilipetalus M.R. Hend.
- Goniothalamus undulatus Ridl.
- Goniothalamus uvaroides King
- Goniothalamus wrayi King
- Goniothalamus dumontetii R.M.K. Saunders & J. Munzinger